# Poor Relations
Pour plus de détails, voir Fiche technique et Distribution.
Poor Relations est un film américain écrit et réalisé par King Vidor, sorti en 1919.

## Synopsis
Dorothy Perkins, la fille aînée d'une famille simple de la campagne, part pour la grande ville faire des études d'architecture après avoir gagné un concours. Elle a du succès et rencontre Monty Rhodes. Malgré l'objection de ses parents, Monty épouse Dorothy. Mme Rhodes humilie continuellement Dorothy du fait de son manque d'éducation. Lorsque finalement Dorothy, le cœur gros, retourne chez ses parents, Monty réalise son erreur et la suit à la campagne où il trouve le bonheur avec sa femme.

## Fiche technique
- Titre original : Poor Relations
- Réalisation : King Vidor
- Scénario : King Vidor
- Photographie : Ira H. Morgan
- Société de production : Brentwood Film Corporation
- Société de distribution : Robertson-Cole Company
- Pays de production :  États-Unis
- Langue : anglais
- Format : Noir et blanc - 35 mm - 1,37:1 - Muet
- Genre : Drame
- Durée : 50 minutes (5 bobines)
- Date de sortie :
  - États-Unis : 1er novembre 1919
- Licence : Domaine public

## Distribution
- Florence Vidor : Dorothy Perkins
- Lillian Leighton : Ma Perkins
- William Du Vaull : Pa Perkins
- Roscoe Karns : Henry
- ZaSu Pitts : Daisy Perkins
- Charles Meredith : Monty Rhodes